# تشارلز دروموند إليس
تشارلز دروموند إليس (بالإنجليزية: Charles Drummond Ellis)‏ (و. 1895 – 1980 م) هو فيزيائي 
وكان عضواً في الجمعية الملكية .

## التعليم
تعلم في Harrow School، وكلية الثالوث، كامبريدج

## مناصب وهيئات
أدار كلية كينجز لندن.

## جوائز
حصل على جوائز منها:
- زميل في الجمعية الملكية.